# Julius Lukeš
Julius Lukeš (* 14. května 1963 České Budějovice) je český parazitolog, vysokoškolský pedagog a popularizátor vědy. Od roku 2004 je členem Učené společnosti České republiky, v letech 2012-2022 byl ředitelem Parazitologického ústavu AV ČR v Českých Budějovicích. Zabývá se výzkumem prvoků, ponejvíce třídy bičivky (Kinetoplastida) a z nich především trypanozomou. V roce 2024 byl zvolen za mezinárodního člena do Národní akademie věd Spojených států amerických (National Academy of Sciences, NAS).
U široké české veřejnosti se zapsal tím, že jakožto součást vlastního výzkumu snědl tasemnici.

## Biografie
Julius Lukeš se narodil v úterý 14. května 1963 v Českých Budějovicích. Studoval Přírodovědeckou fakultu Univerzity Karlovy, kterou absolvoval v roce 1986. Od roku 1991 pracuje v Parazitologickém ústavu Akademie věd České republiky v Českých Budějovicích.
Absolvoval postdoktorský pobyt na Amsterdamské univerzitě (1993–1994). Roku 1995 byl jmenován vedoucím Laboratoře molekulární biologie prvoků. V letech 1997–1999 pracoval na Kalifornské univerzitě v Riverside a posléze v Los Angeles. Roku 2012 byl jmenován ředitelem Parazitologického ústavu AV ČR v Českých Budějovicích.
Zároveň působí na Přírodovědecké fakultě Jihočeské Univerzity, kde se roku 2002 habilitoval, čímž získal titul docent (ve zkratce doc.), roku 2006 pak získal titul profesor (ve zkratce prof.). Vyučuje zde „Biochemii a molekulární biologii parazitů“, „Biologii parazitických protozoí“ a „Základy buněčné biologie“.
Zúčastnil se řady terénních expedic, mimo jinými výzkumné plavby v rámci projektu Tara Polar Circle expedition. Pravidelně se věnuje popularizaci vědy při veřejných přednáškách, v tisku, rozhlasu a televizi. Je členem vědecké rady oboru biologie Nadačního fondu Neuron.
V sobotu 21. února 2015 vystoupil na ČT24 v pořadu „Hyde Park Civilizace“, kde s ním rozhovor vedl Daniel Stach. V roce 2017 mu Česká televize věnovala epizodu dokumentárního cyklu „GEN“, režisérem epizody byl Jiří Mádl. Tvůrci dokumentu Lukeše označili za „předního světového parazitologa“. Epizoda byla premiérově odvysílána v neděli 22. října 2017.

### Ocenění
- 1997 – Cena předsedy Grantové akademie ČR
- 2002 – Cena Otto Wichterleho Akademie věd ČR
- od 2004 – Člen Učené společnosti ČR[1]
- 2007 – Cena Akademie věd ČR
- 2009 – Laureát Praemium Academiae Akademie věd ČR
- od 2014 – Fellow of American Academy for Microbiology
- od 2015 – Fellow of European Academy of Microbiology
- od 2024 – člen National Academy of Sciences USA[8]
- 2025 – De scientia et humanitate optime meritis, nejvyšší ocenění Akademie věd ČR[9]